# Lega B 2023 (football americano)
La Lega B 2023 è la 32ª edizione del campionato di football americano di secondo livello, organizzato dalla SAFV.

## Squadre partecipanti
| Club                | Città      | Stadio           | Sponsor ufficiale | Risultato nella stagione 2022 |
| ------------------- | ---------- | ---------------- | ----------------- | ----------------------------- |
| Argovia Pirates     | Ammerswil  |                  |                   |                               |
| Bienna Jets         | Bienne     | Stadion Gurzelen |                   |                               |
| Langenthal Invaders | Langenthal |                  |                   |                               |
| Luzern Lions        | Lucerna    |                  |                   |                               |
| Sankt Gallen Bears  | San Gallo  |                  |                   |                               |
| Schaffhausen Sharks | Sciaffusa  |                  |                   |                               |

## Stagione regolare

### Calendario

#### 1ª giornata
| 1º aprile 2023 | Argovia Pirates | 38 – 33 | Schaffhausen Sharks |  |

| 1º aprile 2023 | Sankt Gallen Bears | 20 – 0 (6-0 0-0 6-0 8-0) | Langenthal Invaders | (400 spett.) |

#### 2ª giornata
| 10 aprile 2023 | Bienna Jets | 0 – 49 | Luzern Lions |  |

#### 3ª giornata
| 15 aprile 2023 | Langenthal Invaders | 14 – 42 | Luzern Lions |  |

| 16 aprile 2023 | Schaffhausen Sharks | 0 – 23 | Bienna Jets |  |

| 16 aprile 2023 | Sankt Gallen Bears | 6 – 7 (6-0 0-0 0-7 0-0) | Argovia Pirates |  |

#### 4ª giornata
| 22 aprile 2023 | Langenthal Invaders | 7 – 31 (7-7 0-7 0-3 0-14) | Argovia Pirates |  |

| 23 aprile 2023 | Bienna Jets | 7 – 5 | Sankt Gallen Bears |  |

| 23 aprile 2023 | Luzern Lions | 28 – 13 | Schaffhausen Sharks |  |

#### 5ª giornata
| 29 aprile 2023 | Langenthal Invaders | 42 – 7 | Bienna Jets |  |

| 30 aprile 2023 | Luzern Lions | 17 – 14 | Argovia Pirates |  |

#### 6ª giornata
| 6 maggio 2023 | Argovia Pirates | 7 – 35 | Bienna Jets |  |

| 7 maggio 2023 | Schaffhausen Sharks | 12 – 35 | Langenthal Invaders |  |

| 7 maggio 2023 | Sankt Gallen Bears | 23 – 6 | Luzern Lions |  |

#### 7ª giornata
| 13 maggio 2023 | Luzern Lions | 17 – 7 | Bienna Jets |  |

| 13 maggio 2023 | Argovia Pirates | 37 – 7 | Langenthal Invaders |  |

| 14 maggio 2023 | Sankt Gallen Bears | 50 – 0 | Schaffhausen Sharks | (400 spett.) |

#### 8ª giornata
| 27 maggio 2023 | Bienna Jets | 30 – 7 | Langenthal Invaders |  |

| 27 maggio 2023 | Luzern Lions | 9 – 28 | Sankt Gallen Bears |  |

| 28 maggio 2023 | Schaffhausen Sharks | 14 – 35 | Argovia Pirates |  |

#### 9ª giornata
| 3 giugno 2023 | Argovia Pirates | 6 – 3 (0-0 0-0 0-3 6-0) | Sankt Gallen Bears |  |

| 3 giugno 2023 | Luzern Lions | 48 – 7 | Langenthal Invaders |  |

| 4 giugno 2023 | Bienna Jets | 41 – 34 | Schaffhausen Sharks |  |

#### 10ª giornata
| 10 giugno 2023 | Argovia Pirates | 31 – 28 | Luzern Lions |  |

| 10 giugno 2023 | Langenthal Invaders | 39 – 6 | Schaffhausen Sharks |  |

| 11 giugno 2023 | Sankt Gallen Bears | 21 – 14 | Bienna Jets |  |

#### 11ª giornata
| 17 giugno 2023 | Langenthal Invaders | 13 – 51 (0-7 6-13 7-3 0-28) | Sankt Gallen Bears |  |

| 18 giugno 2023 | Bienna Jets | 46 – 30 | Argovia Pirates |  |

| 18 giugno 2023 | Schaffhausen Sharks | 21 – 24 (0-14 7-3 7-0 7-7) | Luzern Lions |  |

#### 12ª giornata
| 25 giugno 2023 | Schaffhausen Sharks | 3 – 42 | Sankt Gallen Bears |  |

### Classifica
La classifica della regular season è la seguente:
- PCT = percentuale di vittorie, G = partite giocate, V = partite vinte, P = partite perse, PF = punti fatti, PS = punti subiti

| Pos. | Squadra             | PCT  | G  | V | N | P  | PF  | PS  |
| ---- | ------------------- | ---- | -- | - | - | -- | --- | --- |
| 1    | Argovia Pirates     | .700 | 10 | 7 | 0 | 3  | 236 | 196 |
| 2    | Sankt Gallen Bears  | .700 | 10 | 7 | 0 | 3  | 249 | 65  |
| 3    | Luzern Lions        | .700 | 10 | 7 | 0 | 3  | 268 | 158 |
| 4    | Bienna Jets         | .600 | 10 | 6 | 0 | 4  | 210 | 212 |
| 5    | Langenthal Invaders | .300 | 10 | 3 | 0 | 7  | 171 | 284 |
| 6    | Schaffhausen Sharks | .000 | 10 | 0 | 0 | 10 | 136 | 355 |

## Playoff

### Tabellone
|  | Semifinali | Semifinali         | Semifinali |                    |    | XVIII Finale Lega B | XVIII Finale Lega B | XVIII Finale Lega B |  |
|  |            |                    |            |                    |    |                     |                     |                     |  |
|  | 1          | Argovia Pirates    | 24         |                    |    |                     |                     |                     |  |
|  | 1          | Argovia Pirates    | 24         |                    |    |                     |                     |                     |  |
|  | 4          | Bienna Jets        | 7          |                    |    |                     |                     |                     |  |
|  | 4          | Bienna Jets        | 7          |                    | 1  | Argovia Pirates     | 23                  |                     |  |
|  |            |                    |            |                    | 1  | Argovia Pirates     | 23                  |                     |  |
|  |            |                    | 2          | Sankt Gallen Bears | 38 |                     |                     |                     |  |
|  | 2          | Sankt Gallen Bears | 2          | Sankt Gallen Bears | 38 | 28                  |                     |                     |  |
|  | 2          | Sankt Gallen Bears |            |                    |    |                     |                     |                     |  |
|  | 3          | Luzern Lions       | 7          |                    |    |                     |                     |                     |  |

### Semifinali
| 1º luglio 2023 | Sankt Gallen Bears | 28 – 7 (12-0 6-0 7-0 3-7) | Luzern Lions |  |

| 1º luglio 2023 | Argovia Pirates | 24 – 7 | Bienna Jets | (230 spett.) |

### XVIII Finale Lega B
| 8 luglio 2023 | Argovia Pirates | 23 – 38 | Sankt Gallen Bears |  |

## Verdetti
- Sankt Gallen Bears Campioni Lega B e promossi in LNA 2024.